# Ifni háború
Az ifni háború (más néven elfelejtett háború, spanyolul la Guerra Olvidada) egy 1957-1958-ban zajló fegyveres konfliktus volt a frissen függetlenedett Marokkó és Spanyolország valamint az őt támogató Franciaország között, a Marokkó területébe beékelődő, de spanyol uralom alatt álló Szidi Ifni város és környéke birtoklásáért. Habár a konfliktus spanyol-francia győzelemmel ért véget, az angra de cintrai békeszerződésben a spanyol kormány lemondott egy, a Spanyol-Szahara északi részén levő kis terület, az ún. Cabo Juby birtoklásáról Marokkó javára, Szidi Ifni azonban még huzamosabb ideig, 1969-ig spanyol uralom alatt maradt.

## Előzmények
Szidi Ifni városa 1860-ban lett a Spanyol Gyarmatbirodalom része, amikor a francia-spanyol együttműködés keretében a két ország megkezdte Marokkó területeinek meghódítását és gyarmatosítását. A 20. század elejére a jelenlegi Marokkó területeinek nagy része francia uralom alá került, de a jelenlegi Nyugat-Szahara valamint Marokkó egyes déli és északi területei Spanyolországhoz kerültek. A két ország északnyugat-afrikai térhódítását a nemzetközi közösség 1884-ben, a berlini konferencián ismerte el.
Az első jelentősebb szabadságküzdelem, amely Marokkót próbálta megtisztítani a francia-spanyol uralomtól az Abd el-Krim vezette felkelés volt (az ún. riff háború), amely 1920 és 1926 között zajlott. Ekkor a két gyarmattartó ország elég közel került a vereséghez.
A második világháborút követő időszakban megkezdődött a gyarmati rendszer felbomlása. Franciaországot nagy mértékben meggyengítette a világméretű konfliktus, míg Spanyolország a spanyol polgárháború okozta károk miatt veszített jelentősen erejéből. Ennek keretében 1956 márciusában Marokkó is kikiáltotta függetlenségét. Az új ország azonnal bejelentette igényét az összes északnyugat-afrikai spanyol gyarmatra is, kijelentve, hogy azok "történelmileg" Marokkó részét képezték.

## A háború
1957. április 10-én Szidi Ifniben nagyszabású tömegdemonstrációk kezdődtek a spanyol uralom ellen, melynek keretében több helyi tisztviselőt is meggyilkoltak. Erre válaszul Francisco Franco spanyol diktátor a Spanyol Légió két hadosztályát Laâyoune városba telepítette, felkészítve őket egy esetleges bevetésre. A spanyol katonai mozgósításra válaszul, 1500 marokkói katona október 23-án megszállt Szidi Ifni mellett két falut, megkezdve a város bekerítését.
A város körbezárása november 21-re lett teljes, majd két nap múlva 2000 marokkói katona megkezdte a város ostromát, a várost védő spanyol csapatok azonban sikeresen visszaverték az ismétlődő rohamokat. A védők sikereiben nagy szerepet játszottak az őket támogató CASA 2.111 spanyol bombázók, melyek állandó jelleggel zavarták az ellenség vonalait és a CASA-352 szállítórepülőgépek, melyek légidesszantos alakulatokat szállítottak a városba.
December 3-án a Spanyol Légió 6. zászlóalja sikeresen áttörte az ostromgyűrűt és visszafoglalta az időközben marokkói kézre került repülőteret is, majd a spanyol civileket ezen keresztül evakuálták a városból. A Spanyol Légió érkezése ellenére a marokkói csapatok folytatták a város ostromát, arra számítva, hogy a város lakossága is felkel a spanyol csapatok ellen. A marokkóiak azonban alábecsülték a spanyol védők erejét, akiket a tenger irányából a spanyol hadiflotta is támogatott és utánpótlással látott el. Az ostrom egészen 1958 júniusáig tartott és marokkói vereséggel ért véget.
Szidi Ifni ostromával párhuzamosan a marokkóiak támadásba lendültek Spanyol-Szahara irányába is, az újonnan létrehozott "Szaharai Felszabadító Hadsereg" 1958. január 12-én megtámadta a Laâyoune-ben állomásozó spanyol csapatokat, de rövid csata után visszaverték őket. A marokkóiak még megkíséreltek egy előretörést Edhera irányába, de a Spanyol Légió katonái itt is megállították előnyomulásukat.
1958 februárjában egy 9000 fős spanyol és egy őket támogató, 5000 fős francia hadsereg, 150 katonai repülőgéppel megerősítve offenzívát indított Spanyol-Szahara "megtisztítására". Február 10-én a Spanyol Légió katonái Edherából kiindulva visszafoglalták Tafurdatot és Szmarát, majd az egyesült spanyol-francia csapatok súlyos vereséget mértek február 21-én a marokkóiakra Ausert mellett.

## Következmények
A szembenálló felek között a békekötésre 1959. április 2-án került sor. Ennek értelmében Spanyolország lemondott Cabo Yubiról (arabul Rász Dzsubi) Marokkó javára, de Szidi Ifni és a Spanyol-Szahara továbbra is spanyol uralom alatt maradt.
Szidi Ifniről végül 1969-ben mondott le Spanyolország (az ENSZ nyomására), míg Spanyol-Szaharából 1975-ben vonta ki csapatait, a madridi egyezmény keretében felosztva a területet Marokkó és Mauritánia közt.

## Lásd még
- Nyugat-szaharai háború